# Super Session
| 전문가 평가                   | 전문가 평가 |
| 평가 점수                     | 평가 점수   |
| 출처                          | 점수        |
| ----------------------------- | ----------- |
| AllMusic                      | [ 1 ]       |
| Rolling Stone                 | (positive)  |
| Encyclopedia of Popular Music | [ 3 ]       |

《Super Session》은 알 쿠퍼의 음반으로, 기타리스트 마이크 블룸필드가 전반부에, 스티븐 스틸스가 후반부에 각각 참여하였다. 1968년 컬럼비아 레코드에 의해 발매된 이 음반은 빌보드 200에서 12위로 정점을 찍었고, 미국 음반 산업 협회에 의해 골드 레코드를 인증받으며 37주를 차트에서 보냈다.

## 배경
알 쿠퍼와 마이크 블룸필드는 1965년 7월 뉴포트 포크 페스티벌에서 논란이 된 그의 출연을 지지하는 역할을 할 뿐만 아니라 밥 딜런이 만든 획기적인 고전 《Highway 61 Revisited》의 세션에서 함께 일한 바 있다. 쿠퍼는 최근 그들과 함께 데뷔 음반을 녹음한 후 블러드, 스웨트 & 티어스를 떠나 현재 컬럼비아의 A&R맨으로 일하고 있었다. 블룸필드는 일렉트릭 플래그를 막 떠나려던 참이었고, 상대적으로 느슨했다. 쿠퍼는 블룸필드에 전화를 걸어 스튜디오로 내려와 잼을 만들 수 있는지 알아보았다. 블룸필드는 쿠퍼가 준비를 하도록 내버려둔 채 동의했다.
쿠퍼는 1968년 5월에 이틀간의 스튜디오 시간을 예약했고, 유명한 세션 드러머 에디 호와 함께 키보디스트 배리 골드버그와 일렉트릭 플래그의 멤버인 베이시스트 하비 브룩스를 영입했다. 첫째 날, 이 퀸텟은 대부분 블루스를 기반으로 한 기악 트랙의 그룹을 녹음했는데, 여기에는 두 번째 버터필드 블루스 밴드의 《East-West》를 연상시키는 존 콜트레인의 헌정곡인 〈His Holy Modal Majesty〉가 포함되어 있다. 둘째 날, 테이프를 굴릴 준비가 된 상태에서 블룸필드는 나타나지 않았다.
이틀째 세션에서 볼 것이 필요했던 쿠퍼는 블룸필드를 위해 자리를 비우려고 급히 스티븐 스틸스를 불렀고, 그의 밴드 버펄로 스프링필드를 떠나는 과정에서도 마찬가지였다. 스틸스 뒤에서 다시 뭉친 쿠퍼의 세션맨들은 《Highway 61 Revisited》의 〈It Takes Look, It Takes a Train to Cry〉와 도노반의 〈Season of the Witch〉의 길고 분위기 있는 테이크아웃을 포함하여 대부분 보컬 트랙을 잘라냈다. 하비 브룩스의 클로징 곡인 〈Harvey's Tune〉에는 음반 믹싱 도중 오버더빙된 호른이 추가되었다.
1만3천 달러의 제작비가 들어간 음반에서 골드 레코드 어워드로 가치가 있는 판매 실적이 나왔다. 이 음반의 성공은 1960년대 후반과 1970년대의 "슈퍼그룹" 개념인 블라인드 페이스, 크로스비, 스틸스 & 내시를 위한 문을 열었다. 쿠퍼는 블룸필드를 용서했고, 두 사람은 음반이 발매된 후 여러 번 콘서트에 출연했다. 그 중 한 사람의 결과는 《The Live Adventures of Mike Bloomfield and Al Kooper》라는 음반이 되었다.

## 곡 목록
| #  | 제목                       | 작사·작곡                | 재생 시간 |
| -- | -------------------------- | ------------------------ | --------- |
| 1. | 〈Albert's Shuffle〉       | 알 쿠퍼, 마이크 블룸필드 | 6:54      |
| 2. | 〈Stop〉                   | 제리 라고보이, 모트 슈만 | 4:23      |
| 3. | 〈Man's Temptation〉       | 커티스 메이필드          | 3:24      |
| 4. | 〈His Holy Modal Majesty〉 | 쿠퍼, 블룸필드           | 9:16      |
| 5. | 〈Really〉                 | 쿠퍼, 블룸필드           | 5:30      |

| #  | 제목                                                 | 작사·작곡   | 재생 시간 |
| -- | ---------------------------------------------------- | ----------- | --------- |
| 1. | 〈It Takes a Lot to Laugh, It Takes a Train to Cry〉 | 밥 딜런     | 3:30      |
| 2. | 〈Season of the Witch〉                              | 도노반 리치 | 11:07     |
| 3. | 〈You Don't Love Me〉                                | 윌리 코브스 | 4:11      |
| 4. | 〈Harvey's Tune〉                                    | 하비 브룩스 | 2:07      |

## 인증
| 국가                       | 인증 | 판매량/출하량 |
| -------------------------- | ---- | ------------- |
| 미국 (RIAA)                | 골드 | 500,000^      |
| ^출하량을 기반으로 한 인증 |      |               |